# Vrbina u Nové Vsi
Vrbina u Nové Vsi je přírodní památka v Doupovských horách v okrese Louny. Nachází se jihovýchodně od Nové Vsi u Nepomyšle. Důvodem ochrany území jsou zachovalá přírodní stanoviště bylinných porostů mezofilího až podmáčeného charakteru s populacemi vzácných druhů rostlin a živočichů, z nichž se zde vyskytují například prstnatec májový, suchopýr širolistý, čolek velký nebo kuňka obecná.

## Historie
Chráněné území vyhlásil krajský úřad Ústeckého kraje s účinností od dne 6. února 2016. Přírodní památka je v Ústředním seznamu ochrany přírody evidována pod číslem 6185.

## Přírodní poměry
Chráněné území měří 11,2682 hektaru, nachází se v nadmořské výšce 520–528 metrů v katastrálním území Nová Ves u Podbořan a je součástí rozsáhlé evropsky významné lokality a ptačí oblasti Doupovské hory.

### Abiotické podmínky
Přírodní památka leží v jihovýchodní části Doupovských hor tvořených třetihorními vulkanickými horninami, které jsou s výjimkou okrajových částí překryté kvartérními organickými sedimenty. V geomorfologickém členění Česka leží lokalita v celku Doupovské hory a v okrsku Rohozecká vrchovina. Přírodní památka má charakter sníženiny s částečně zazemněným rybníkem. Z půdních typů se zde vyvinula kambizem eutrofní a glej fluvický.
V rámci Quittovy klasifikace podnebí se chráněné území nachází v mírně teplé oblasti MT3, pro kterou jsou typické průměrné teploty −3 až −4 °C v lednu a 16–17 °C v červenci. Roční úhrn srážek dosahuje 600–750 milimetrů.
V severozápadní části území pramení a podél hranice v téže části protékají bezejmenné potoky, které napájejí rybník Velký Rohozec, pod nímž se vlévají do Doláneckého potoka. Ten se prostřednictví Lesky vlévá do Liboce, a patří tedy k povodí Ohře.

### Flóra a fauna
Přírodní památku tvoří deset různých biotopů. Největší plochu zabírají mokradní olšiny (39 %) a vlhké pcháčové louky (20 %). Střídavě vlhké bezkolencové louky a mezofilní ovsíkové louky zaujímají okolo 10 % rozlohy a ještě menší podíl zaujímá vegetace vysokých ostřic (6 %), vysoké mezofilní a xerofilní křoviny (6 %), eutrofní vegetace bahnitých substrátů (3 %) a makrofytní vegetace přirozeně eutrofních a mezotrofních stojatých vod (2 %), úzkolisté suché trávníky (2 %) a mokřadní vrbiny (1 %).
Na lokalitě bylo nalezeno devět druhů rostlin a živočichů chráněných podle vyhlášky č. 395/1992 Sb. Z rostlin to jsou ohrožený upolín nejvyšší (Trollius altissimus) zaznamenaný naposledy v roce 2010 a prstnatec májový (Dactylorhiza majalis subsp. majalis) v počtu nižších desítek jedinců. Z rostlin zapsaných na Červený seznam se zde v počtu stovek exemplářů vyskytuje také silně ohrožený suchopýr širolistý (Eriophorum latifolium).
Z chráněných živočichů v přírodní památce žijí populace obojživelníků. Z kriticky ohrožených je to skokan skřehotavý (Pelophylax ridibundus) v počtu desítek kusů. Podobně velká je populace silně ohroženého skokana zeleného (Pelophylax esculentus). Velkou populaci se stovkami jedinců zde tvoří kuňka obecná (Bombina bombina). Čolek velký (Triturus cristatus) a čolek obecný (Lissotriton vulgaris) mají populace o velikosti řádově desítky jedinců. Kromě nich ve Vrbině žije také ohrožená ropucha obecná (Bufo bufo).

## Přístup
Ke chráněnému území nevede žádná turisticky značená trasa. Východní hranici lemuje silnice II/194, po které je vedena cyklistická trasa č. 35 v úseku z Valče do Mašťova.